# 未回収のイタリア

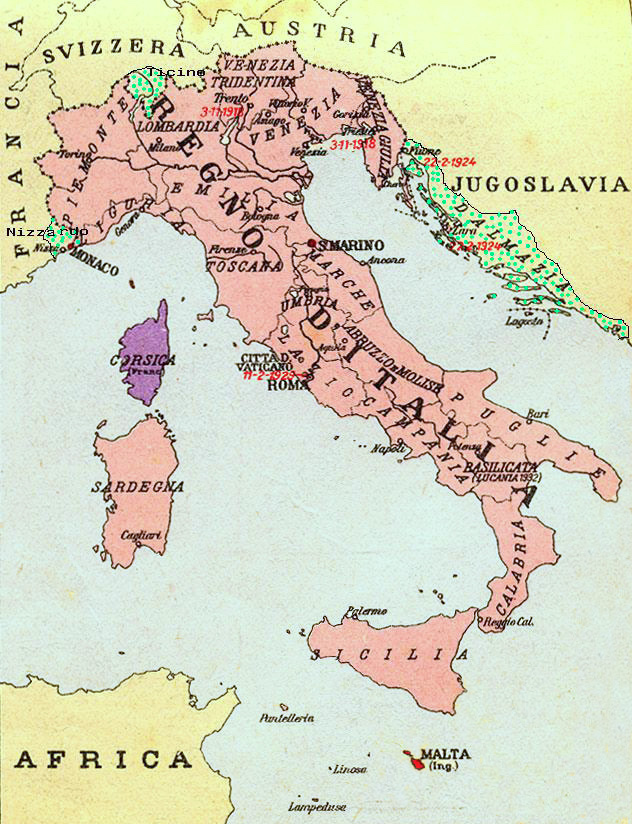
第一次大戦後のイタリア王国

未回収のイタリア（みかいしゅうのイタリア）またはイタリア・イレデンタ（イタリア語: Italia irredenta）とは、19世紀において、イタリア王国が領土と主張した地域のうち、イタリア統一戦争後もオーストリア領内に残った地域のことである。
南ティロルやゴリツィア・グラディスカ伯国、ヴェネツィア・ジュリア、フィウーメ、ダルマツィア地方などの旧ヴェネツィア共和国領が該当する。

## 概要

### リソルジメントとイレデンティズモ

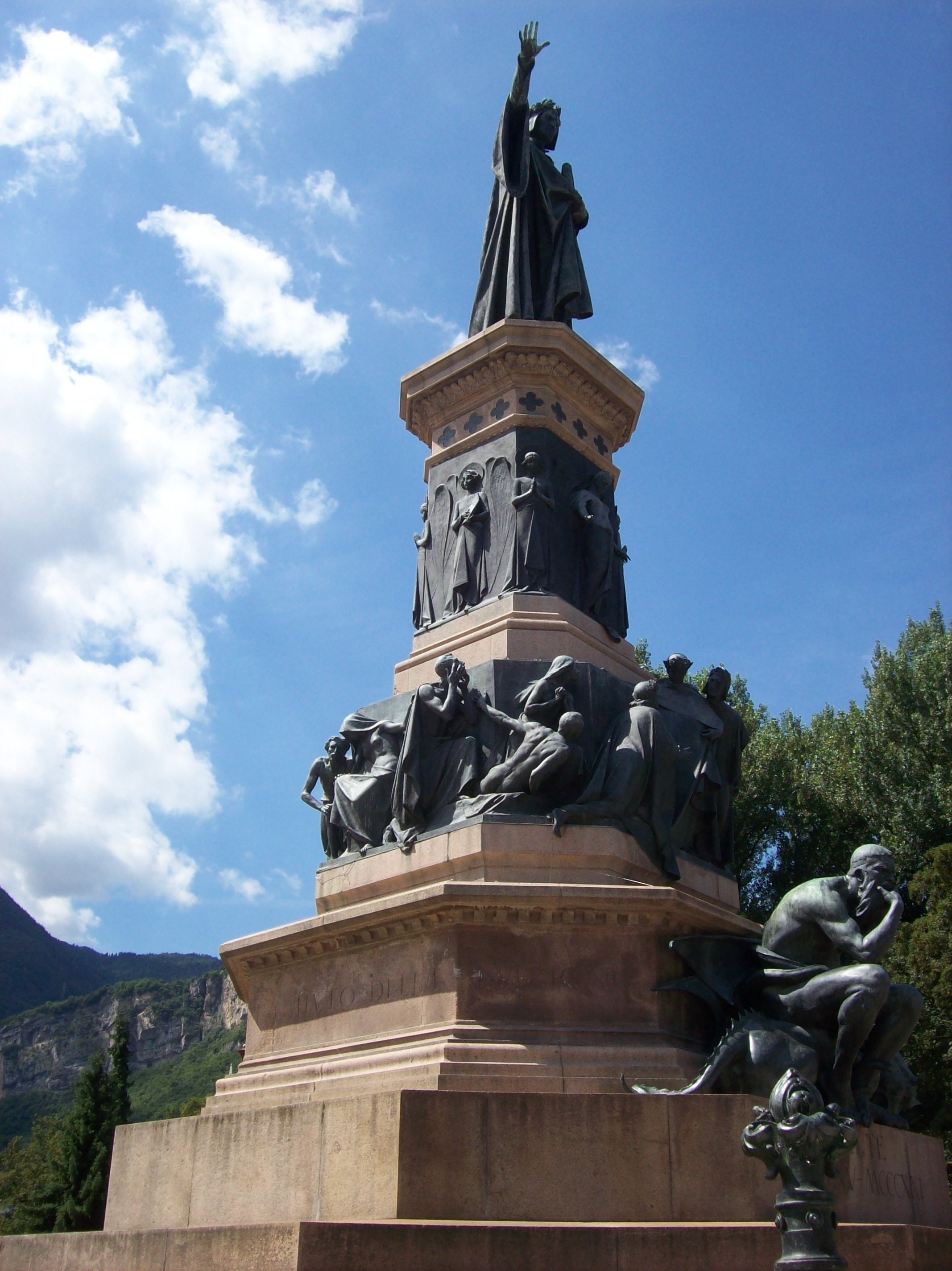
トレントのダンテ像

リソルジメント（イタリア統一運動）の結果、1861年にイタリア王国が成立した。それ以降、オーストリアの支配下にあるトレンティーノ＝アルト・アディジェ（南ティロル）やヴェネツィア・ジュリアでは祖国復帰の機運が高まり、イレデンティズモ（復帰運動）という言葉が用いられるようになった。
1866年の普墺戦争の際、イタリアはプロイセンと同盟してオーストリアと戦い、ヴェネツィアを奪回したが、戦争はわずか7週間で終結したため、ヴェネツィアよりも奥に位置する領土の奪回を果たせなかった。イタリア王国軍は、1870年にフランス軍の撤退に乗じてローマに入城（ローマ占領）し、教皇領を併合した。翌年にはローマに遷都して一応の統一を完成させたが、南ティロルやトリエステ、イストリアなど「未回収のイタリア」と呼ばれた地域を取り戻すことはできなかった。
ローマ併合後のイタリアは国内の整備に集中するため、列強間の国際問題に対してはさほど積極的に関与しなかったものの、一方では国際的孤立を恐れた。そうした状況で、次第にオットー・フォン・ビスマルク率いるドイツ帝国との関係が深まり、ドイツを通してオーストリアと接触することも多かった。しかしイタリアの世論は、旧敵国でもありイタリア人が多く住む（イタリア語の話される）地域をオーストリアが依然領有しているところから、反オーストリア感情が強かった。
リソルジメントの精神を継承したイレデンティズモの運動は、当初は民衆的な性格を有する国民主義・民族統一主義を代表し、1877年に共和主義者のマテオ・レナト・インブリアーニが創立した「プロ・イタリア・イレデンタ」は、イタリア統一の功労者ジュゼッペ・ガリバルディの支持を得た組織であった。この運動の中心は、インブリアーニを始めとして民主派・共和派のグループであり、対外進出的なナショナリストのグループとはほとんど接点がなかった。この時期の運動では、オーストリア皇帝フランツ・ヨーゼフ1世の暗殺を計画して処刑されたトリエステの愛国者グリエルモ・オーベルダンが過激なものとして知られる。
1882年には、イタリア・ドイツ帝国・オーストリア＝ハンガリー帝国の間で三国同盟が成立した。この三国同盟は、フランスがチュニジアを保護国としたことに不満を抱いたイタリアが、ドイツ・オーストリアの同盟に加わることで成立したものであった。1887年にイタリア首相となったフランチェスコ・クリスピは、祖国イタリアを列強の一員に押し上げる対外政策を進め、国威発揚に努めるとともに、ドイツのビスマルク首相との連携を強めて三国同盟路線を強化した。そして、オーストリアを敵視するイレデンティズモの運動を嫌い、この運動を進める共和派諸団体の解散を命じるなど政治的圧力を加えた。しかし、国民の間ではイレデンティズモの影響はなかなか衰えなかった。

### 第一次大戦と復帰運動
イタリアは、独墺と三国同盟を結んでいたにもかかわらず、20世紀に入ってイギリスやフランスに接近し、こうした外交方針の変更とともに復帰運動の性格も大きく変化した。すなわち、バルカン半島への進出を求めるイタリア・ブルジョアジーの帝国主義的な要求と結びつくようになり、文筆家エンリコ・コッラディーニによって1910年に結成されたイタリア・ナショナリスト協会（ANI、国民主義協会）に合流する一要素となった。
第一次世界大戦に際しても、イタリアは当初、三国同盟にもとづいて同盟国側に立つものと見られたが、「未回収のイタリア」を巡ってオーストリアと対立し、1914年の開戦に際してはアントニオ・サランドラ首相とシドニー・ソンニーノ外相は「神聖なエゴイズム」を標榜して中立を宣言し、戦局の推移を見守った。国内世論もまた、自由主義の諸派は参戦に批判的で、議員の多くは中立主義であった。イタリア社会党は非戦の立場をとり、参戦論には、イレデンティズモの立場から、ヨーロッパの民族解放と民主主義を求める立場から、さらにサンディカリズム（労働組合主義）の立場からなどがあり、民族主義者も参戦論に合流するなど、分裂し、かつ流動的であった。ソンニーノ外相はひそかに英仏両国と交渉し、「未回収のイタリア」の返還が1915年のロンドン条約（ロンドン密約）によって秘密裏に約束されると、同年、イギリス・フランス・ロシアらの連合国側について参戦した。ナショナリスト協会（ANI）も、そこから離脱した民主主義者たちも参戦を支持した。
大戦後、1919年1月に始まったパリ講和会議では、さきのロンドン密約で保証されていたイタリアの植民地拡大はほとんど認められず、フィウーメ（現在のクロアチアのリエカ）の併合問題も保留とされたため、イタリアは「講和での敗戦国」と呼ばれるほどであり、講和会議に参加していた首相ヴィットーリオ・エマヌエーレ・オルランドは、この内容を不服として会議の席を蹴って退出するほどであった。結局、オルランド代表は講和会議をボイコットして帰国、フィウーメ獲得失敗を理由に1919年6月、首相を辞職した。後継のフランチェスコ・サヴェリオ・ニッティが同月ヴェルサイユ条約に調印したが、イタリア国民の多くは講和内容に不満を持ち、「損なわれた勝利」という感情が広まった。
こうしたなか、耽美主義的な文学者ガブリエーレ・ダンヌンツィオは、1919年9月に決起して真紅のフィアット501で連合国軍共同管理下にあったフィウーメに向かった。この決起には、ダンヌンツィオの行く先々で大戦の復員兵などが義勇兵として加わり、彼を司令官とするフィウーメ独立政府（カルナーロ＝イタリア執政府）が成立した。ダンヌンツィオのもとには、サンディカリスト、アナーキスト、のちにファシズムにつながる人々など多種多様な人々が集まった。
1920年11月のラパッロ条約などによって、ようやく南ティロル地方やトレンティーノ地方、トリエステを含むイストリア地方、ダルマチア地方に属する一部の島がイタリア領となった。しかし、フィウーメについては新しく建国されたユーゴスラヴィア（現スロベニア、クロアチア）の領土となることが決まった。一方、フィウーメ市民は当初、ダンヌンツィオを熱狂的に支持し、協力を惜しまなかった。しかし、やがて食糧の配給もままならない状態となってダンヌンツィオに対する不満が高まり、さらにダンヌンツィオはラパッロ条約の撤回を求めたためイタリア国軍と交戦状態となったため、フィウーメ市民からの支持を完全に失った。この年の12月、ダンヌンツィオは降伏し、約15か月間つづいた占領状態は終わった。
現在、イタリア共和国ボルツァーノ自治県となっている南ティロルについては、すでに当時からドイツ系住民が長年にわたり居住してティロル州の一部として定着していたために、逆にオーストリア世論が「固有の領土を不当に奪われた」と反発してその奪回を求めた。このため、イタリアはあらたにオーストリアやユーゴスラヴィアとの新たな国境紛争をかかえることとなった。

### 問題の解決
1943年、第二次世界大戦においてイタリアは敗北し、1946年には南ティロル地方のドイツ系住民に自治権が認められた。
また、1975年のオージモ条約によってトリエステ自由地域をイタリア・ユーゴスラビア両国で分割することを相互に承認し、トリエステ問題も解決した。
その後、イタリアが原加盟国として加盟していた欧州連合に、オーストリア（1995年）、スロベニア（2004年）、クロアチア（2013年）がそれぞれ加盟したことで、事実上すべての未回収のイタリアとの境界線が消滅し、未回収のイタリア問題は完全に解決した。

## 広義の「未回収地域」
「未回収のイタリア」を広義にとらえ、「イタリア語の発音が聞こえる全ての地域」すなわちイタリア系の言語・文化・民族が支配的な地域をすべてイタリア領として主張する動きもあった。これによれば、イタリア統一の過程でフランスに割譲したサヴォイア（サヴォワ）とニッツァ（ニース）をはじめ、スイスのティチーノ州とグラウビュンデン州の一部、当時イギリス領であったマルタ島、フランス領のコルシカ島、さらに本土から地中海を挟んで対岸にあたるアフリカのチュニス（当時フランス保護領）などの地域までも含んだ。そのためファシスト政権下のイタリアではこれらの「回復」が目指されたが、1943年のイタリア降伏によって、すべて放棄させられた。